# Derek Deadman
Derek Deadman est un acteur britannique, né à Londres en 11 mars 1940 et mort à Frespech (France) le 22 novembre 2014, qui interprète Tom, le barman du Chaudron Baveur, dans le film Harry Potter à l'école des sorciers. Il est remplacé par Jim Tavaré dans le film Harry Potter et le Prisonnier d'Azkaban.

## Filmographie
- 2010 : A Goldfish of the Flame
- 2001 : Harry Potter à l'école des sorciers (film)
- 2001 : Crush : Le Club des frustrées (Crush)
- 2000 : Honest
- 1981-1991 : Never the Twain
- 1991 : Robin des Bois, prince des voleurs
- 1985 : Brazil
- 1985 : Bonjour les vacances 2
- 1978 : Doctor Who (série TV): épisode The Invasion of Time : un Sontarien